# 4e régiment d'infanterie (France)
Pour les articles homonymes, voir 4e régiment.
Le 4e régiment d'infanterie (4e RI) est un régiment d'infanterie de l'Armée de terre française créé sous la Révolution à partir du régiment de Provence, un régiment français d'Ancien Régime.

## Création et différentes dénominations
- 1494 : levée des Bandes delà les monts
- 1569 : création sous le nom de régiment de Brissac à partir des Bandes delà les monts ou bandes noires.
- 1585 : renommé régiment de Piémont.
- 1776 : création du régiment de Blaisois à partir des 1er et 3e bataillons du régiment de Piémont.
- 1785 : renommé régiment de Provence.
- 1791 : le régiment de Provence renommé 4e régiment d'infanterie de ligne.
- 1793 : amalgamé il prend le nom de 4e demi-brigade de première formation
- 1796 : reformé en tant que 4e demi-brigade de deuxième formation
- 1803 : renommé 4e régiment d’infanterie de ligne.
- 1814 : pendant la Première Restauration, il est renommé régiment de Monsieur.
- 1815 : pendant les Cent-Jours, il reprend son nom 4e régiment d'infanterie de ligne
- 16 juillet 1815 : comme l'ensemble de l'armée napoléonienne, il est licencié à la Seconde Restauration.
- 11 août 1815 : création de la 9e légion de l'Aube et de la 76e légion des Deux-Sèvres. Incomplètes, ces 2 Légions départementales, fusionnent sous le nom de 4e légion de l'Aube et des Deux-Sèvres.
- 23 octobre 1820 : la 4e légion de l'Aube et des Deux-Sèvres est amalgamée et renommée 4e régiment d’infanterie de ligne .
- 1854 : il prend son nom définitif, 4e régiment d’infanterie.
- 1914 : à la mobilisation, il donne naissance au 204e régiment d’infanterie

## Historique des garnisons, campagnes et bataille

### RévolutionetEmpire

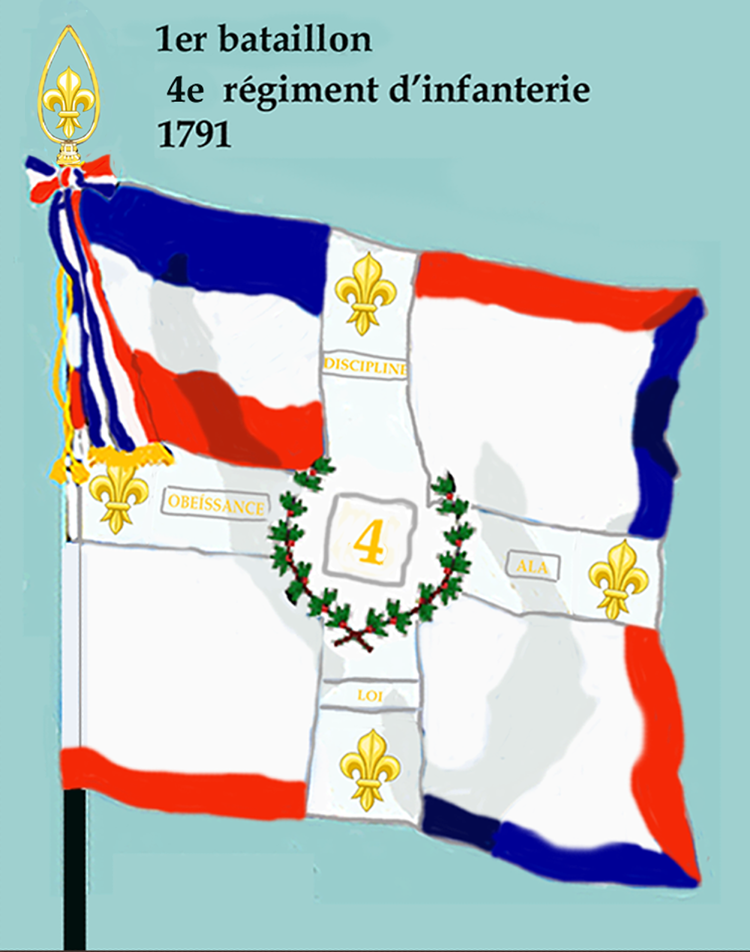
Drapeau du 1er bataillon du 4e régiment d'infanterie de ligne de 1791 à 1793
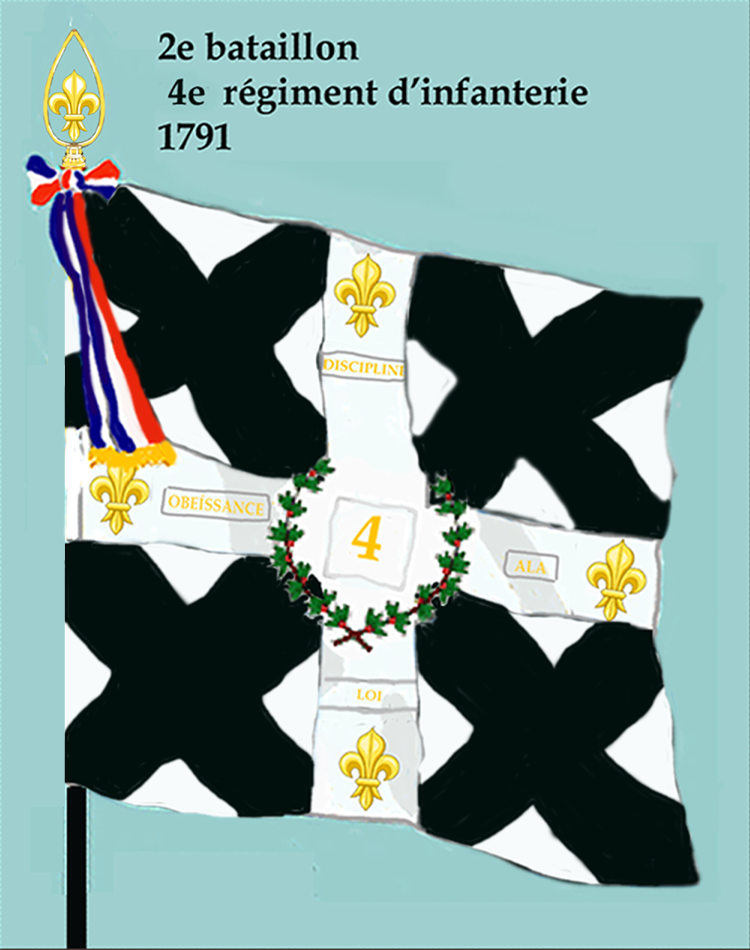
Drapeau du 2e bataillon du 4e régiment d'infanterie de ligne de 1791 à 1793

- 1791 : Révolution haïtienne
  - Expédition de Saint-Domingue.

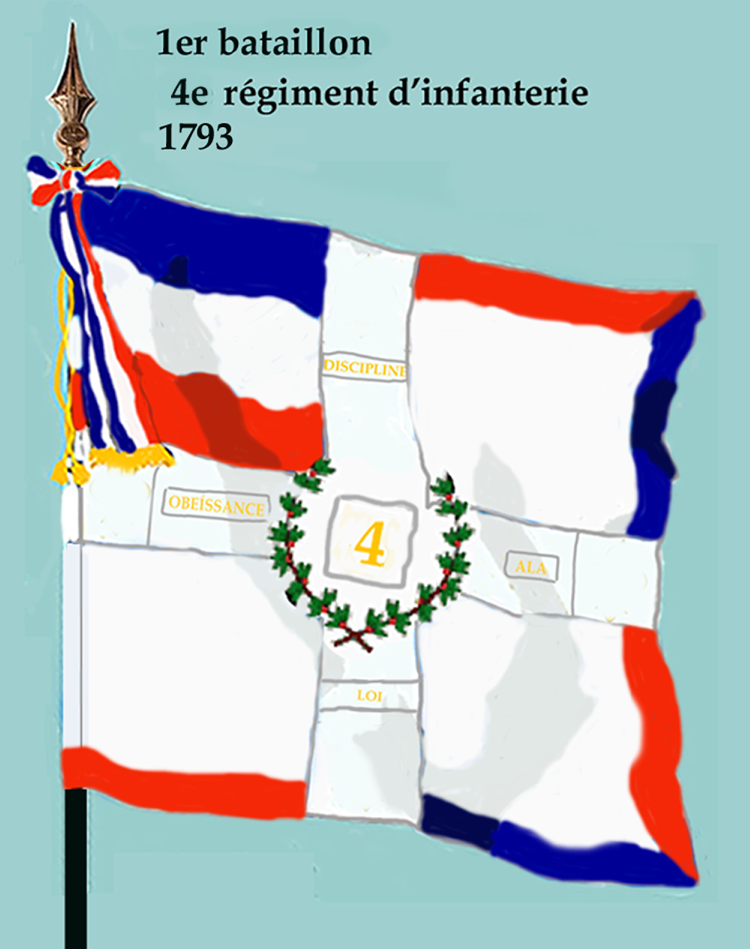
Drapeau du 1er bataillon du 4e régiment d'infanterie de ligne de 1793 à 1804
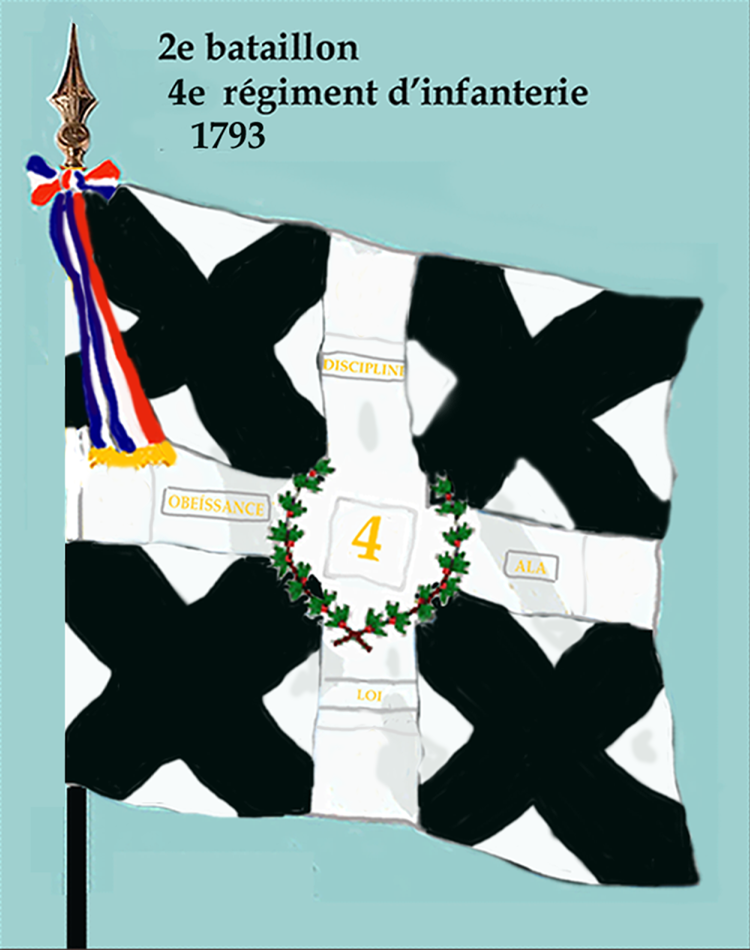
Drapeau du 2e bataillon du 4e régiment d'infanterie de ligne de 1793 à 1804

- 1793 : Guerre du Roussillon
  - Bataille de Peyrestortes
  - Lors du premier amalgame création de la 4e demi-brigade de première formation, formée des :
    - 2e bataillon du 2e régiment d'infanterie (ci-devant Picardie)
    - 3e bataillon de volontaires de la République
    - 4e bataillon de volontaires de la Haute-Saône
- 1795 : 
  - Bataille de Mannheim.
- 1796 :
  - Reformé en tant que 4e demi-brigade de deuxième formation avec les :
    - 39e demi-brigade de première formation (1er bataillon du 20e régiment d'infanterie (ci-devant Cambrésis), 1er bataillon de volontaires des Basses-Pyrénées et 2e bataillon de volontaires des Basses-Pyrénées)
    - 2e bataillon de la 55e demi-brigade de première formation (1er bataillon du 28e régiment d'infanterie (ci-devant Maine), 2e bataillon de volontaires de l'Ardèche et 3e bataillon de volontaires de l'Ardèche)
    - 130e demi-brigade de première formation (2e bataillon du 70e régiment d'infanterie (ci-devant Médoc), 4e bataillon de volontaires de la Haute-Garonne et 5e bataillon de volontaires de la Haute-Garonne)
    - 145e demi-brigade de première formation (1er bataillon du 79e régiment d'infanterie (ci-devant Boulonnais), 2e bataillon de volontaires des Hautes-Pyrénées et 3e bataillon de volontaires de la Haute-Vienne)
    - 147e demi-brigade de première formation (1er bataillon du 80e régiment d'infanterie (ci-devant Angoumois), 2e bataillon de volontaires de l'Aude et 3e bataillon de volontaires de l'Aude)
    - 8e demi-brigade provisoire de première formation également appelée 1re demi-brigade de l'Aude (4e bataillon de volontaires de l'Aude, 6e bataillon de volontaires de l'Aude et 8e bataillon de volontaires de l'Aude
    - 9e demi-brigade provisoire de première formation également appelée 2e demi-brigade de l'Aude (5e bataillon de volontaires de l'Aude, 7e bataillon de volontaires de l'Aude et 9e bataillon de volontaires de l'Aude)
    - 14e demi-brigade provisoire de première formation (2e bataillon de volontaires des Côtes-Maritimes, 4e bataillon de volontaires des Côtes-Maritimes et 7e bataillon de volontaires des Côtes-Maritimes)
- 1796-1797 : Campagne d'Italie
  - Siège de Mantoue (1796-1797),
  - Bataille de Castiglione,
  - Siège de Vérone,
  - Bataille de Primolano,
  - Bataille de La Brenta,
  - Bataille de Caldiero,
  - Bataille d'Arcole,
  - Bataille de Tagliamento.
- 1798 : Campagne d'Égypte
  - Expédition aux îles Saint-Marcouf,
  - Bataille des Pyramides.
- 1800 : 
  - Bataille d'Engen,
  - Bataille de Moeskirch,
  - Bataille de Memmingen,
  - Bataille d'Hohenlinden.

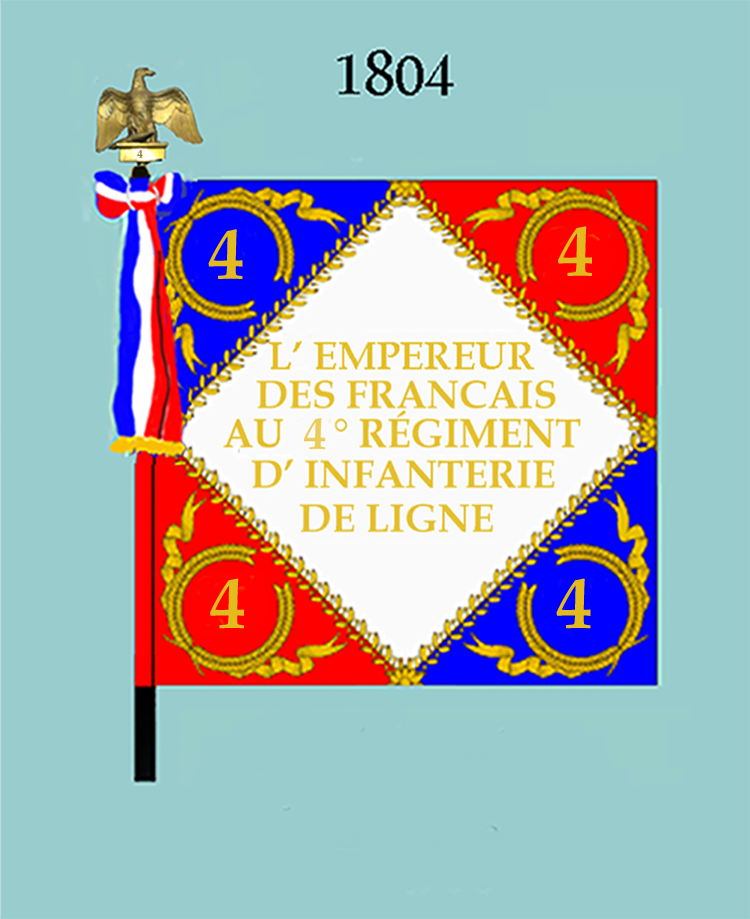
Drapeau modèle de 1804 (avers)
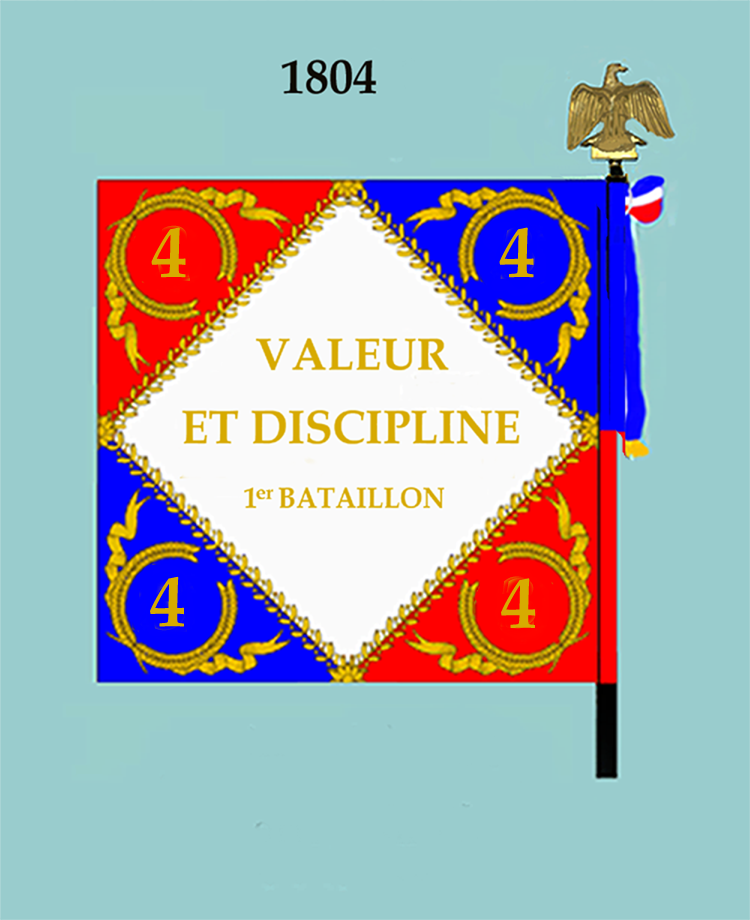
Drapeau modèle de 1804 (revers)

- 1805 : 
  - Bataille d'Ulm,
  - 2 décembre : Bataille d'Austerlitz.
- 1806 : Campagne de Prusse et de Pologne
  - 14 octobre : Bataille d'Iéna
- 1807 : 
  - 8 février : Bataille d'Eylau
  - Bataille d'Heilsberg,
  - Siège de Koenigsberg.
- 1809 : 
  - Bataille d'Eckmuhl,
  - Bataille d'Aspern,
  - Bataille d'Essling,
  - Bataille de Wagram.

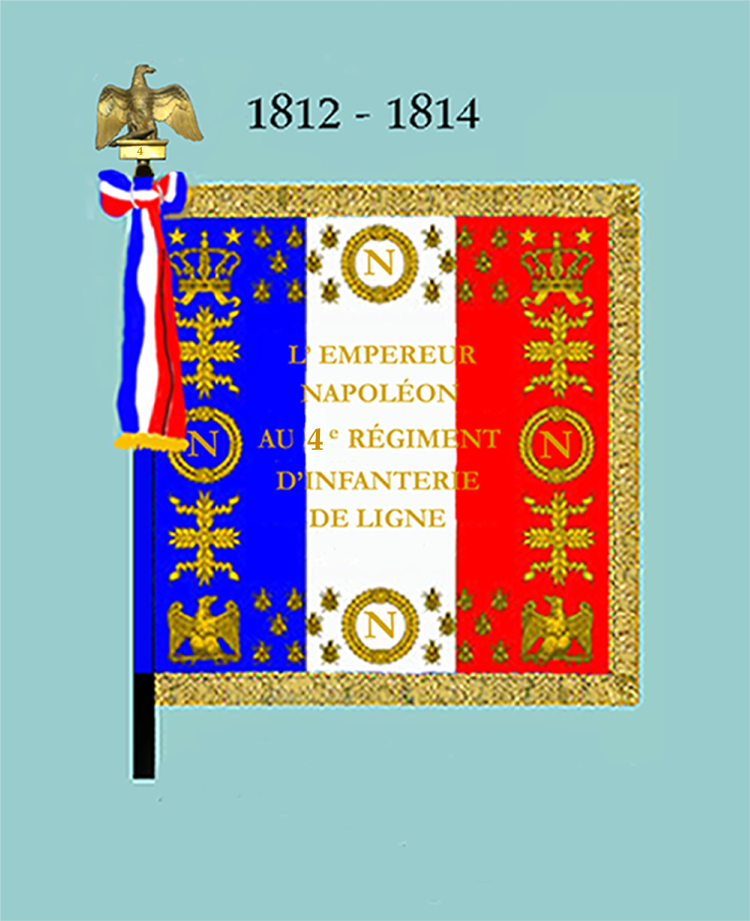
Drapeau modèle de 1812 (avers)
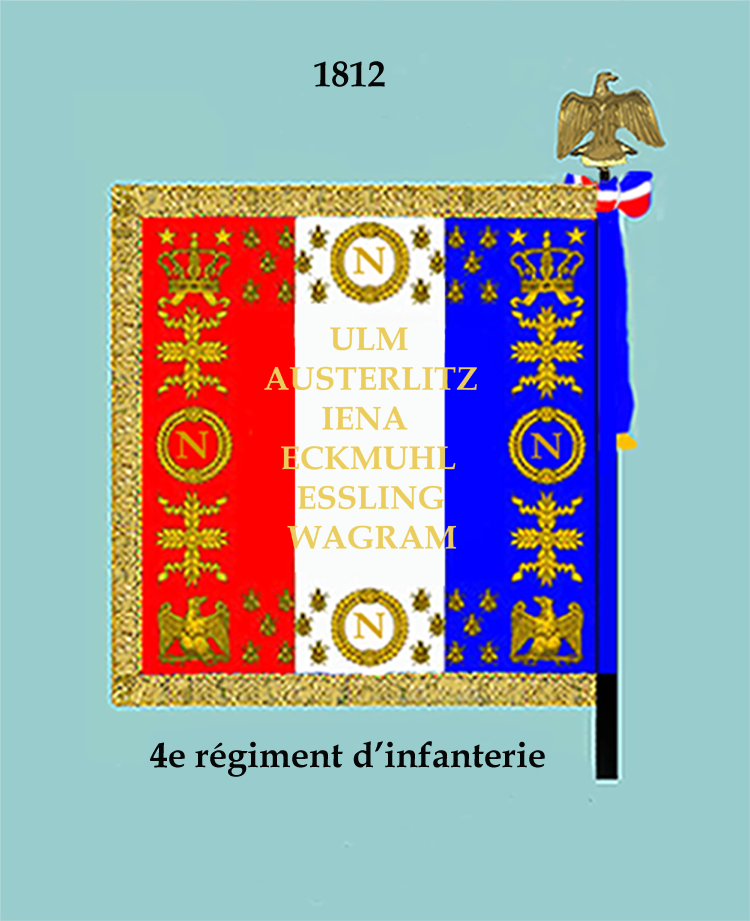
Drapeau modèle de 1812 (revers)

- 1812 : 
  - Bataille de Smolensk,
  - Bataille de Valoutina,
  - Moskova,
  - Bataille de Krasnoe.
- 1813 : Campagne d'Allemagne
  - Bataille de Dresde,
  - 16-19 octobre : Bataille de Leipzig,
  - bataille de Hanau.
- 1814 : Campagne de France
  - Bataille de Brienne,
  - Bataille de La Rothiere,
  - Bataille de Montereau,
  - Bataille de Troyes.

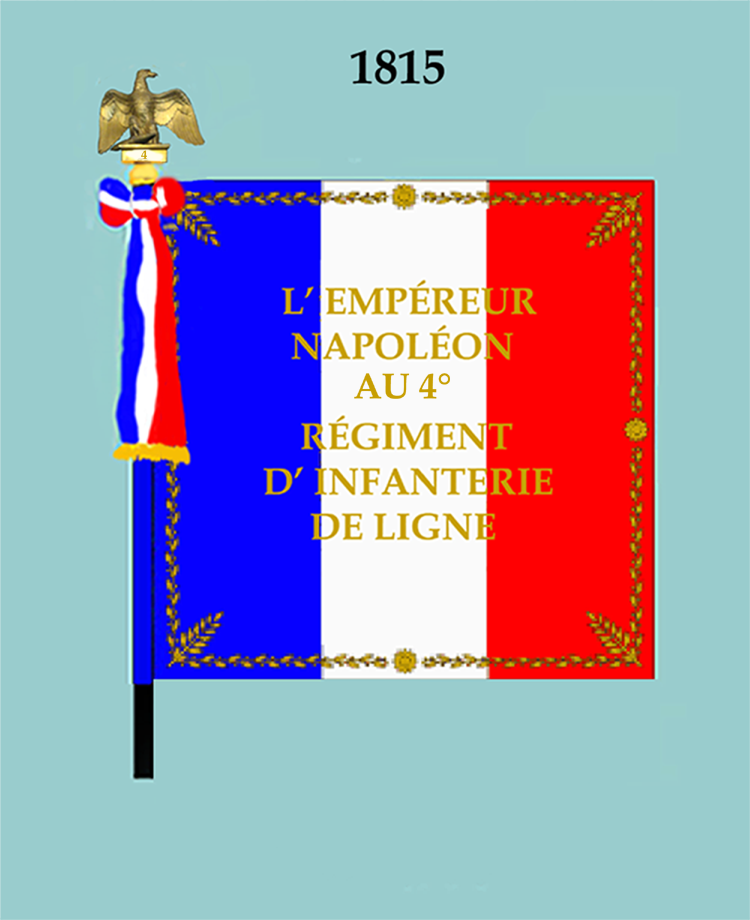
Drapeau modèle de 1815 (avers)
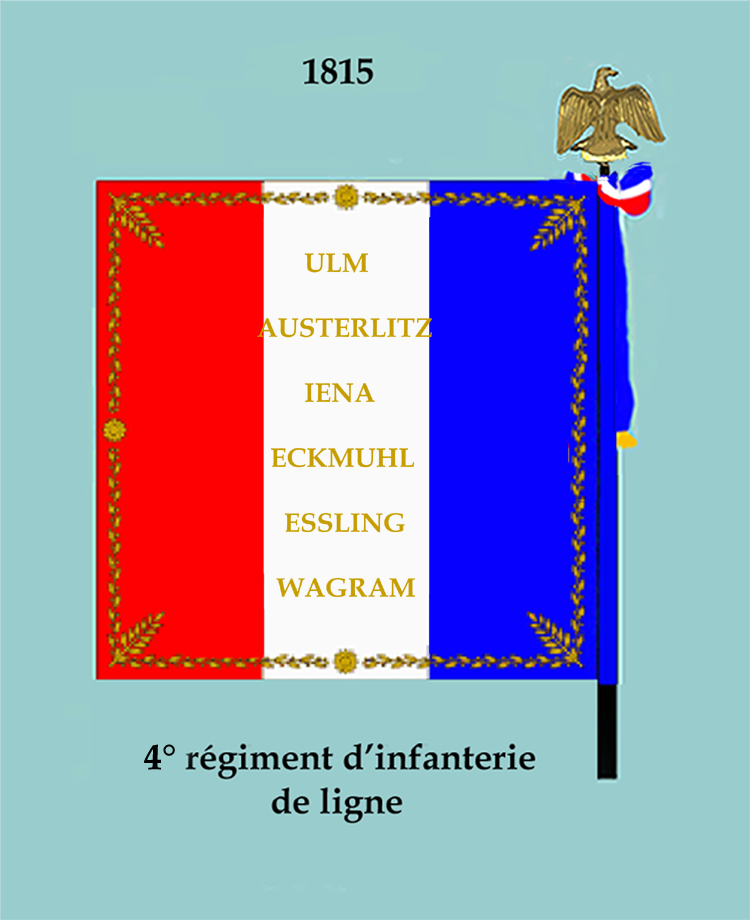
Drapeau modèle de 1815 (revers)

- 1815 : 
  - Bataille de Ligny.

Officiers tués et blessés tout en servant avec le 4e régiment d'infanterie pendant la période 1791-1815 :
- officiers tués : 44
- officiers morts de blessures : 24
- officiers blessés : 240

### 1815 à 1852

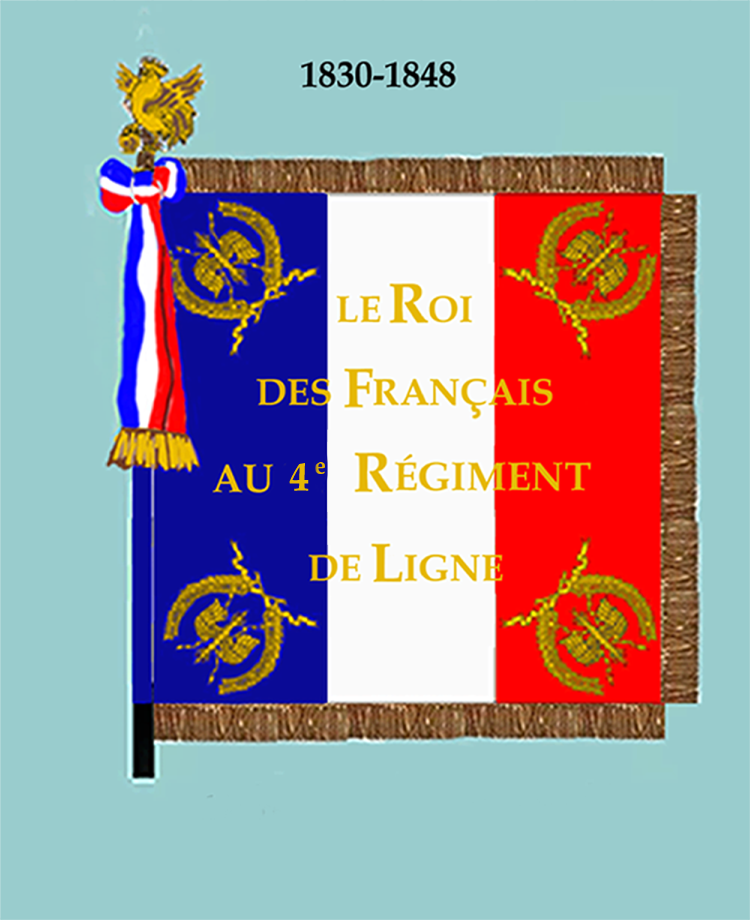
Drapeau de 1830 à 1848 (avers)

- 1830 : Une ordonnance du 18 septembre créé le 4e bataillon et porte le régiment, complet, à 3 000 hommes[1].
- 1832 : départ pour l'Algérie.
  - 12 octobre : Le 2e bataillon du 4e de ligne, faisant partie de la colonne commandée par le lieutenant-colonel Lemercier, prend part à l'attaque du marabout de Gouraya à Bougie.
- 19 au 22 mai 1834 : expédition contre les Hadjoutes dans la province d'Alger
- Après cette expédition le régiment rentre en France.
- 30 octobre 1836 : implication dans la tentative de coup d'État de Louis-Napoléon Bonaparte.
- Le 24 juin 1848 le régiment arrive en renfort à Paris et prend part aux journées des 24, 25 et 26 contre les insurgés.

En 1850, le régiment est en garnison à Paris et son dépôt est à Soissons.

### Second Empire

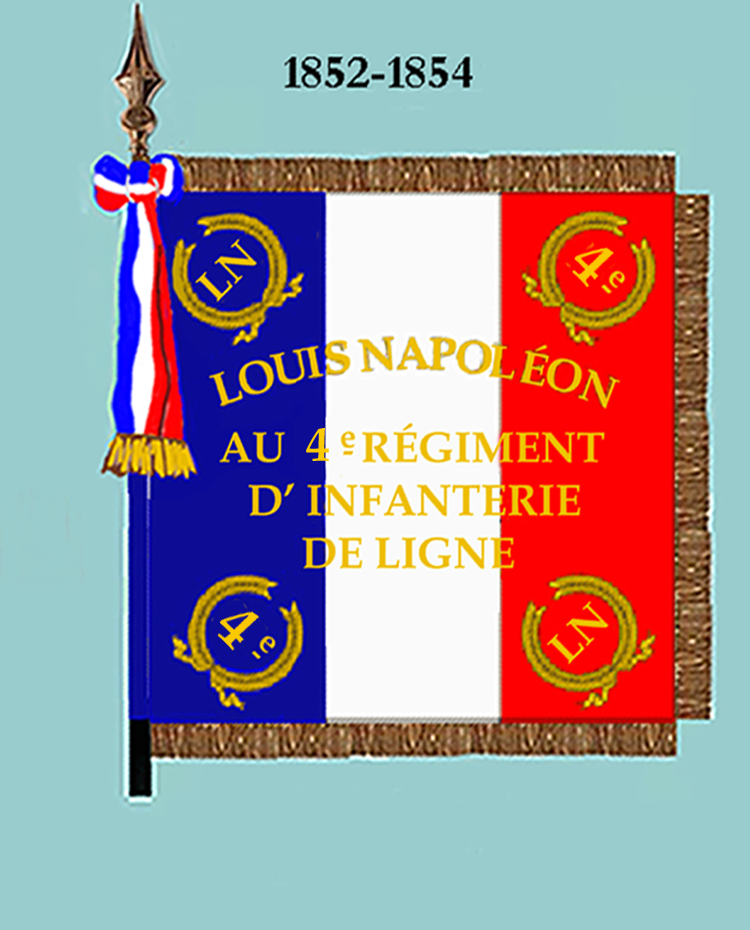
Drapeau de 1852 à 1854 (avers)
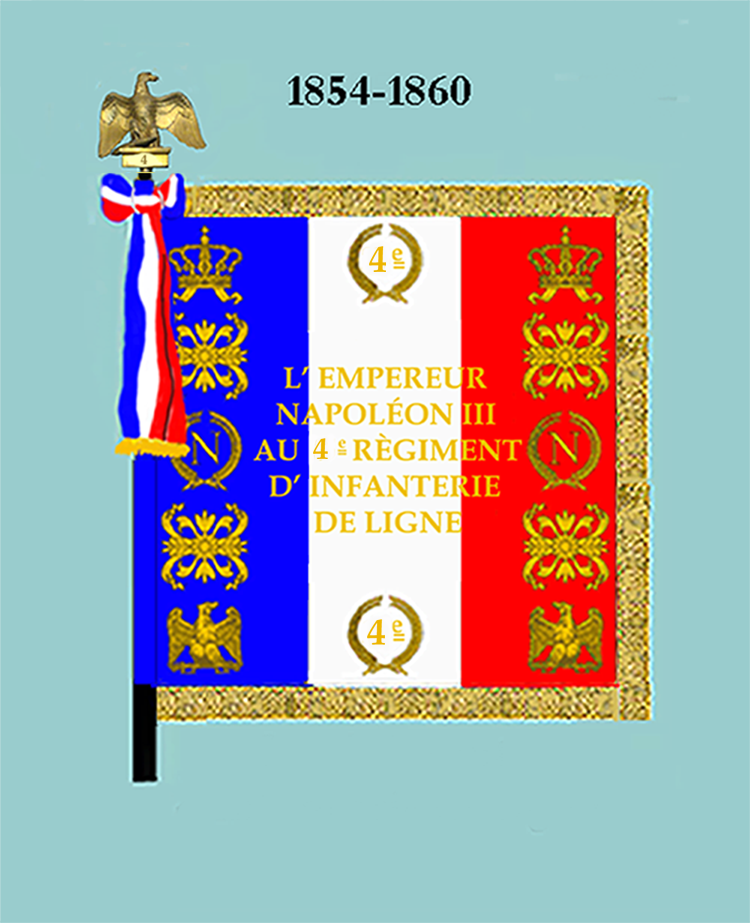
Drapeau de 1854 à 1860 (avers)

Par décret du 2 mai 1859 le 4e régiment d'infanterie fournit 1 compagnie pour former le 101e régiment d'infanterie de ligne.
16 juin 1869 : intervention lors de la grève des mineurs à La Ricamarie sous les ordres du capitaine Gausserand. Lors de la fusillade dite « du Brûlé », la troupe tire sur la population qui s’oppose à l'arrestation des mineurs grévistes, faisant 13 morts, tous civils.

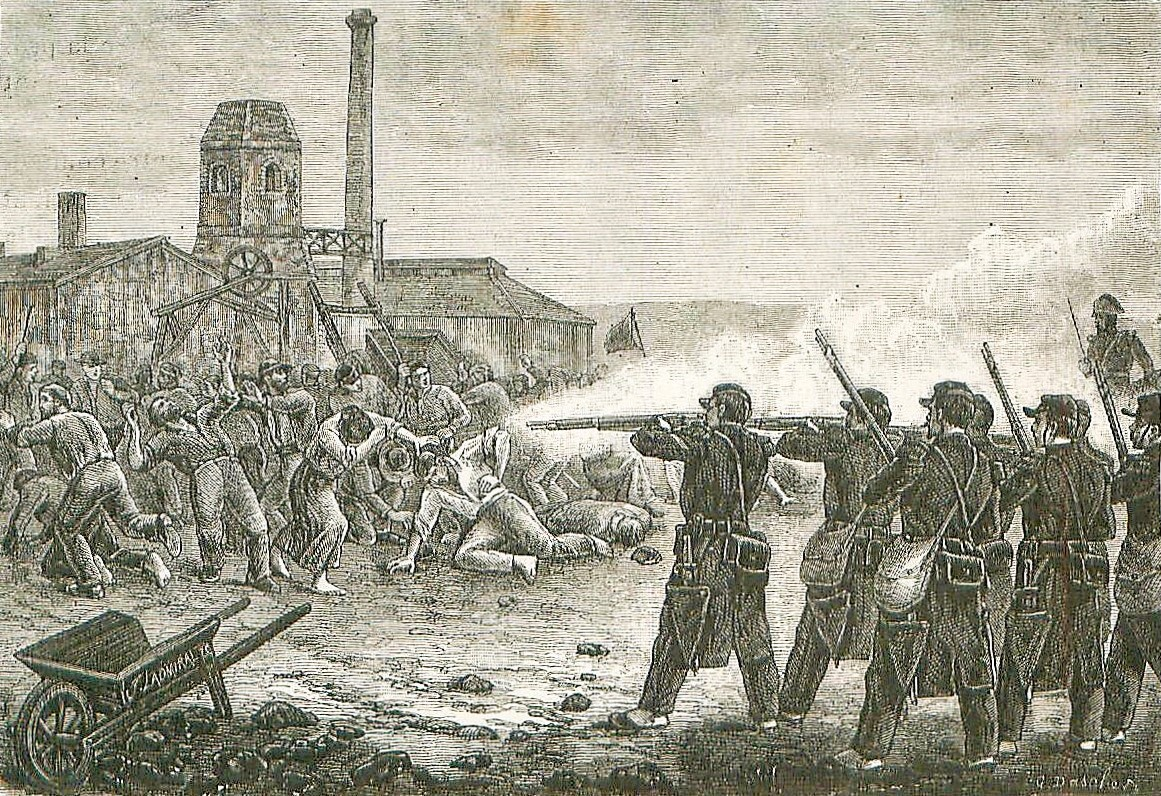
Civils et mineurs de fonds tués par l'infanterie lors de la fusillade du Brûlé à La Ricamarie, le 16 juin 1869.

Le futur maréchal, Ferdinand Foch, s'y engage à la déclaration de guerre contre l'Allemagne.

### 1871 à 1914
Lors de la réorganisation des corps d'infanterie de 1887, le régiment fournit un bataillon pour former le 149e régiment d'infanterie
Garnison :
- À Auxerre de 1886 à 1889, de 1891 à 1892, en 1894 et s’installe définitivement le 13 octobre 1899 à la caserne Vauban jusqu’à sa dissolution en 1961.
- À Sens, de 1928 à sa dissolution, caserne Gémeau.

### Première Guerre mondiale

#### Affectation
En 1914 ; Casernement : Auxerre et Troyes. À la 9e division d’infanterie d'août 1914 à novembre 1918.

#### 1914
- 3 au 23 août : arrivé en train depuis Auxerre et Troyes du 4e régiment d'infanterie dans la région de Verdun et marche vers le front (75km environ). 21/22/23 août bataille de Signeulx Aarlon et Virton (Belgique) ; énormes pertes pour le 4e régiment d'infanterie (prise de la colline de Bouillon) (cimetière militaire de Baranzy) hôpital de campagne et QG à la ferme de Bouillon)
- 5 au 13 septembre : Bataille de la Marne
- La Course à la mer
- Offensive d’Argonne : Cote 263

#### 1915
- Offensive d’Argonne : Vauquois
- Argonne : Haute-Chevauchée, attaque 263, cote 285

#### 1916
- Argonne : Cote 285 (de janvier à septembre)
- Bataille de Verdun : Haudromont, fausse cote, Vaux (d'octobre à décembre)

#### 1917
- Berry-au-Bac : Bois des Boches, Juvincourt.

#### 1918
- Bataille de l'Oise : Bataille de Noyon
- Seconde bataille de la Marne : nord d'Épernay : bois Saint-Marc, Romery, le Paradis, Nanteuil (18-26 juillet).
- Aisne : Montigny, Berry-au-Bac, Recouvrance (3 novembre)

### Seconde Guerre mondiale
De septembre 1939 à mai 1940 l'unité est engagée comme suit :
- 23 août au 4 septembre : inclus dans le dispositif d'alerte dans la région de Gray
- 5 septembre : fait mouvement par train vers Sarrebourg
- 9 au 12 septembre : offensive dans le saillant d'Ohrenthal en avant de la ligne Maginot
- 13 septembre au 3 octobre : occupation du secteur ouest du SD de Rohrbach
- 4 octobre : regroupement dans la région de Baerenthal
- 10 octobre : fait mouvement par train vers Sarrebourg-Cirey
- 23 octobre au 10 mai 1940 : fait mouvement par train et route vers Chauny, Ham, Guiscard, Coucy (repos, instruction)

Lors de la bataille de France, le 4e RI est subordonné à la 15e division d’infanterie motorisée, au sein de la 1re armée. Le régiment, commandé par le colonel Tranchant, est engagé dans les combats suivants :
- 25 au 30 mai 1940 : défense de la poche de Lille
- Après la bataille de la Dyle et le retour de Belgique, il combat sur l'Escaut dans les faubourgs de Valenciennes aux environs de Trith-Saint-Léger.

## Traditions

### Devise
« L'impétueuse »

### Drapeau
Il porte, cousues en lettres d'or dans ses plis, les inscriptions suivantes :
- Arcole 1796
- Hohenlinden 1800
- Iéna 1806
- Wagram 1809
- Argonne 1915
- L'Aisne 1917
- Noyon 1918
- Saint-Thierry 1918
- Gembloux 1940
- Résistance Morvan 1944

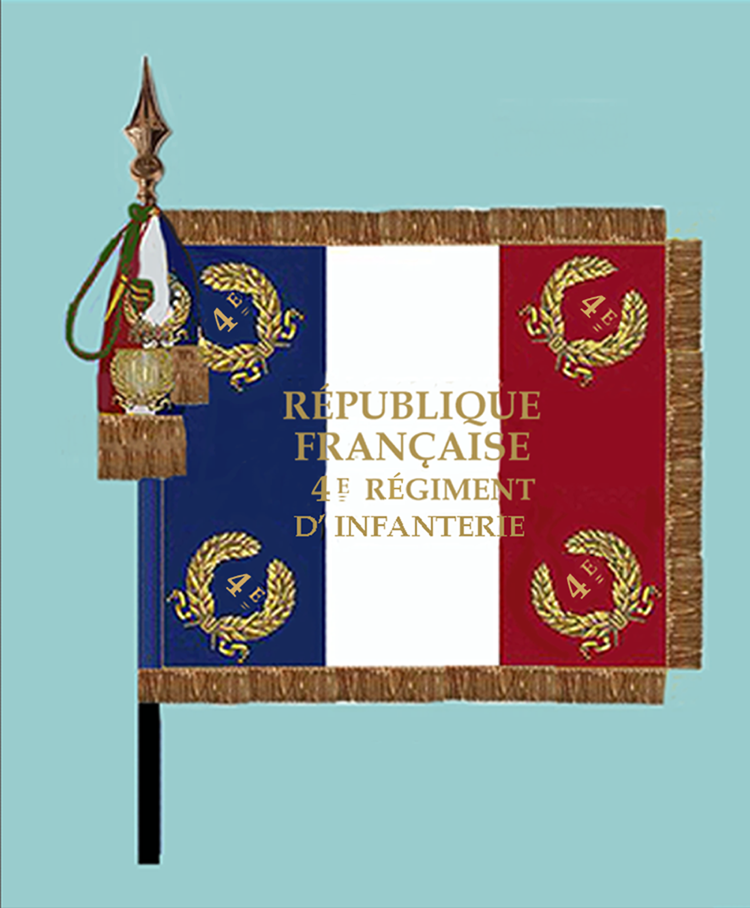
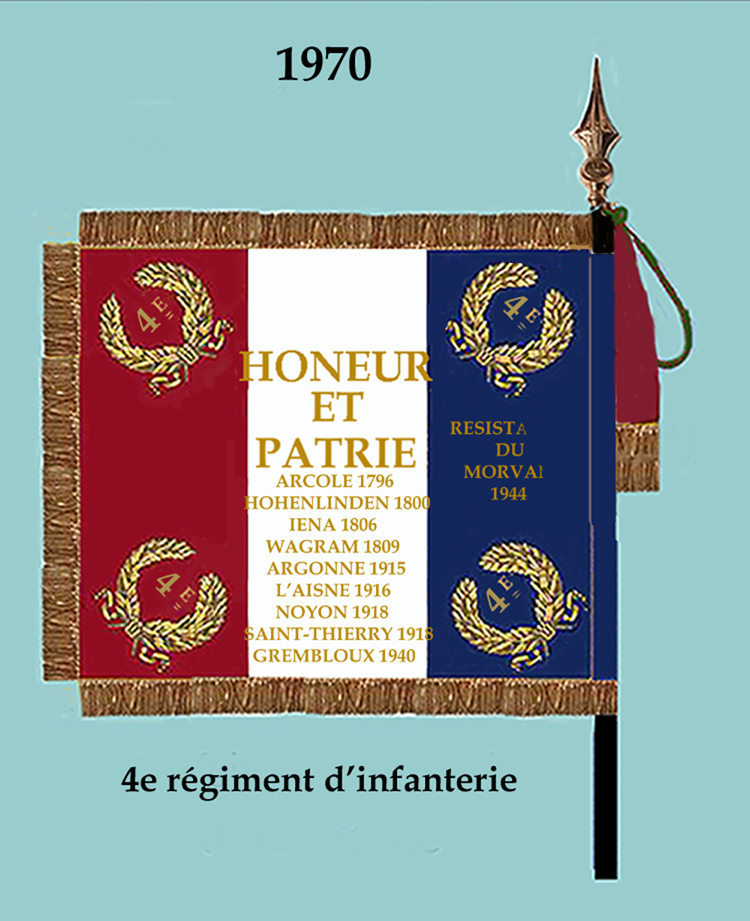

Sa cravate est décorée de la Croix de guerre 1914-1918 avec deux citations à l'ordre de l'armée et une à l'ordre du corps d'armée.

Il a le droit au port de la fourragère aux couleurs du ruban de la Croix de guerre 1914-1918.

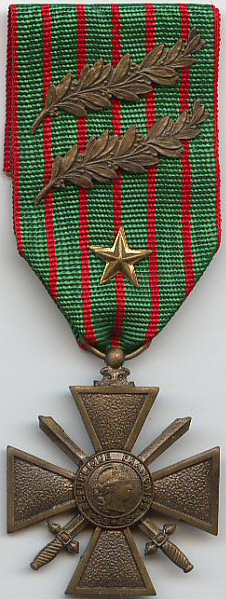
Croix de guerre 1914-1918
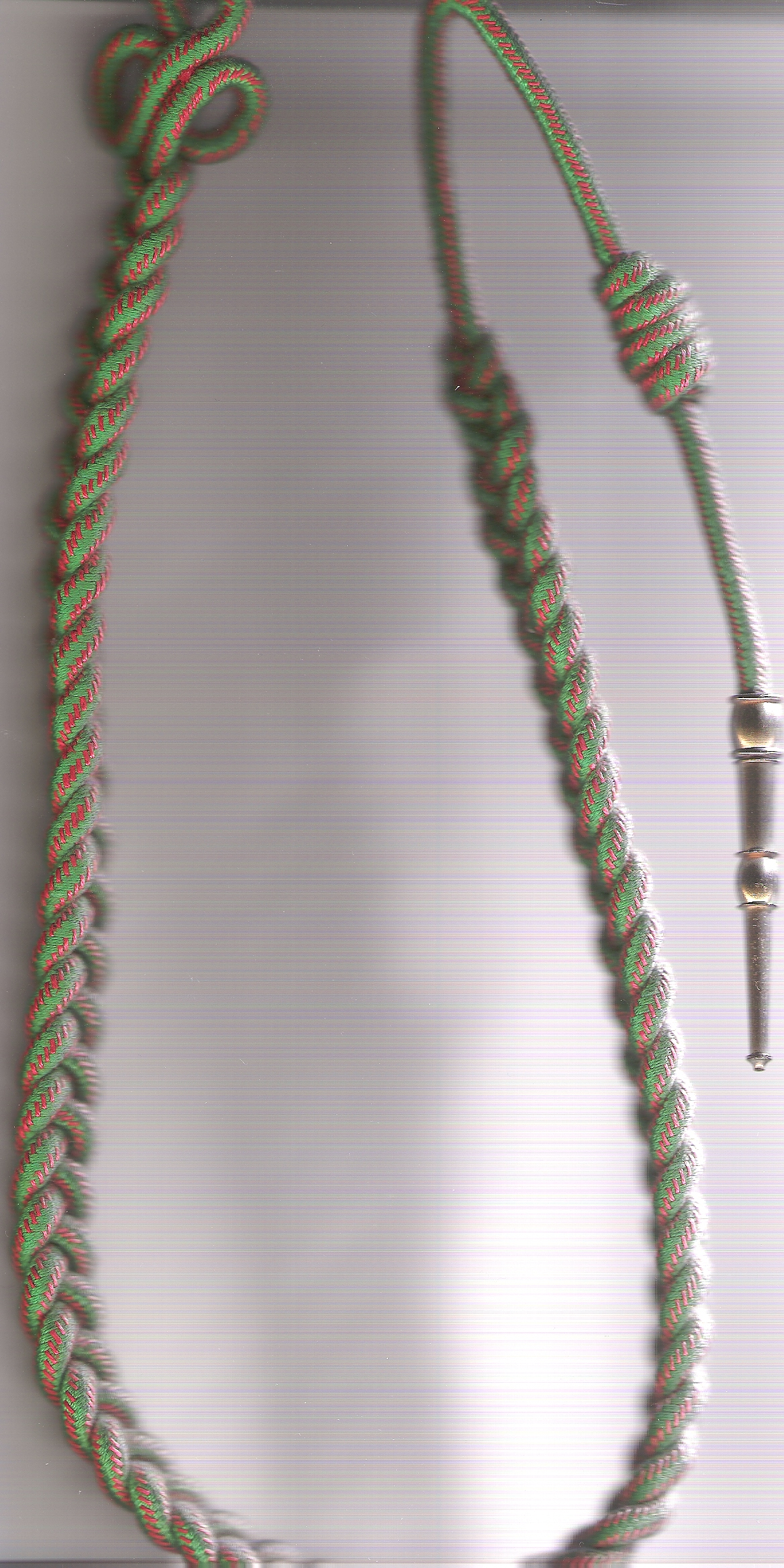
Fourragère aux couleurs du ruban de la croix de guerre 1914-1918.

## Chefs de corps
- 18 avril 1776 : mestre de camp Marie-Jérôme Éon de Harlay, comte de Coeli
- 13 avril 1780 : mestre de camp Edouard, comte Dillon
- 21 octobre 1791: colonel Charles-Guillaume Vial d'Alais
- 23 mars 1792 : colonel Francois-Hubert de Thiballier
- 1794 : chef de brigade Antoine Arnaud
- 1796 : chef de brigade Pourailly (Bernard), tué à la bataille de Castiglione.
- 1796 : chef de brigade Frère
- 1797 : chef de brigade Jean André Commes
- 1800 : chef de brigade Jacques-Lazare Savettier de Candras
- 1804 : colonel Joseph Bonaparte
- 1806 : colonel Louis-Léger Boyeldieu - Colonel, blessé le 10 juin 1807 et le 6 juillet 1809.
- 1811 : colonel Bucquet
- 1812 : colonel Charles-Baptiste-Bertrand Massy, tué le 7 septembre 1812.
- 1812 : colonel Raymond-Aimery-Philippe-Joseph De Fezensac
- 1813 : colonel Jean-Baptiste Martial Materre, blessé le 16 octobre 1813 et le 1er février 1814.
- 1814 : colonel Honoré Gélibert
- 1814 : colonel Jean-Francois-Antoine-Michel Faullain, blessé le 16 juin 1815.
- 1815 : colonel Alphonse Henri d'Hautpoul
- 1836 : colonel Claude-Nicolas Vaudrey
- 10 juillet 1848 : Colonel Louis Nestor Potier
- 1869 : colonel Martinez
- 1870 : colonel Vincendon
- 1875 : colonel Chazotte
- 1877 : colonel Rivière de La Mure
- 1885 : colonel Gossart
- 1886 : colonel Bertrand
- 1889 : colonel Farrel
- 1891 : colonel Chevalier
- 1891 : colonel Richard
- 1892 : colonel Girardel
- 1894 : colonel Gauchotte
- 1900 : colonel Chevalme
- 1906 : colonel Delarue
- 1908 : colonel Bleger
- 1911 : colonel Marjoulet
- 1911 : colonel de Manureville
- 1911 : colonel Brulard
- 1912 : colonel Lacotte
- 1914 : lieutenant-colonel, puis colonel Defontaine
- 1916 : lieutenant-colonel, puis colonel (à conf.) Delon
- 1917 : lieutenant-colonel, puis colonel Tissier
- 1918 : lieutenant-Colonel Pouech -
- 1918 : lieutenant-Colonel, puis colonel Lachèvre
- 1919 : lieutenant-colonel, puis colonel (à conf.) Dicharry
- 1919 : colonel Chofardet
- 1920 : colonel Echard
- 1922 : colonel Caput
- 1928 : colonel Challe
- 1930 : colonel Gillard
- 1932 : colonel Zuber
- 1934 : colonel Barthelemy
- 1936 : colonel Corbé
- 1939 : colonel Tranchant
- 1945 : colonel Audry

## Personnalités ayant servi au4eRI
- Albert Cambriels (1816-1891), alors sous-lieutenant
- Jean François Emmanuel Colomb-d'Arcine (1784-1865), alors caporal puis sous-lieutenant
- François-Isidore Darquier entra au service comme sergent-major le 31 juillet 1791 dans le 4e bataillon de volontaires de la Haute-Garonne.
- Élisée Alban Darthenay (lieutenant, héros de la  Résistance), une promotion de Saint-Cyr (1974-1976) porte son nom.
- Ferdinand Foch, maréchal de France s'engage le 21 janvier 1871 à la  24e compagnie du 4e bataillon.
- Jean Louis Gros, alors chef de bataillon à la 4e demi-brigade de première formation puis quelques années plus tard en tant que commandant à la 4e demi-brigade de deuxième formation
- Jean Klingebiel (1892-1917), médecin aide-major au régiment tué le 16 avril 1917. Son nom est inscrit au Panthéon parmi les 560 écrivains morts au combat pendant la Première Guerre mondiale.
- Louis de la Salle (1872-1915), poète, y fait son service militaire de 1893 à 1894. Son nom est inscrit au Panthéon parmi les 560 écrivains morts au combat pendant la Première Guerre mondiale.
- Jean de Lattre de Tassigny (chef de bataillon)
- Paul Maistre, général de division.

## Sources et bibliographie
- Général Serge Andolenko, Recueil d’historiques de l’infanterie française, Eurimprim, 1969
- Historiques des corps de troupe de l'armée française (1569-1900), Berger-Levrault (Paris), 1900, 52 p. (lire en ligne)